# Pedra de Girona
La pedra de Girona és un tipus de roca sedimentària calcària que s'ha explotat des de l'antiguitat a la rodalia de Girona. És una pedra fàcil per treballar per fer l'obra estructural però no és apta per a finalitats ornementals.
L'origen d'aquesta pedra és el dipòsit de carbonats i restes d'organismes format a l'Eocè mitjà durant el Lutecià, en un mar tropical poc profund que fa 50 milions d'anys existia a aquesta zona geogràfia. És una roca blanca tirant a gris i blau que té un alt contingut de fòssils, entre els quals destaquen els nummulits.
A l'època gòtica hi havia pedreres tot arreu la ciutat. La de Montjuïc era de més qualitat. En l'actualitat no hi ha cap pedrera activa i s'utilitzen les reserves o pedra de recuperació d'enderrocs. La utilització en obres de restauració d'una pedra alternativa (la pedra de Sant Vicenç), semblant però nogensmenys diferent, no convenç la comissió del Patrimoni.
La majoria dels edificis històrics de Girona, com per exemple la Catedral són fets d'aquesta pedra, tot i que es va combinar amb altres materials però també se'n va exportar cap a Barcelona, entre d'altres en parts del Palau de la Generalitat, el claustre del Monestir de Pedralbes i la Cartoixa de Montalegre.

## Ruta turística a peu
La ciutat de Girona ha organitzat una ruta turística La pedra de Girona que reuneix els monuments més importants i les restes d'unes pedreres.